# Das Licht, das erlosch
Das Licht, das erlosch. Eine Abrechnung ist ein Buch der Politikwissenschaftler Ivan Krastev und Stephen Holmes, das 2019 im englischen Original als The Light that Failed. A Reckoning und im selben Jahr in deutscher Übersetzung erschien. Mit dem Buch wird der Versuch unternommen, die neue Weltordnung, die sich seit 1989 entwickelt, mit einem neuen Gegensatzpaar zu beschreiben: Wo sich einst Kapitalismus und Kommunismus gegenüber standen, gebe es nun den Gegensatz von Liberalen und enttäuschten Nachahmern des Liberalismus, die zu autoritären Populisten geworden seien.

## Inhalt

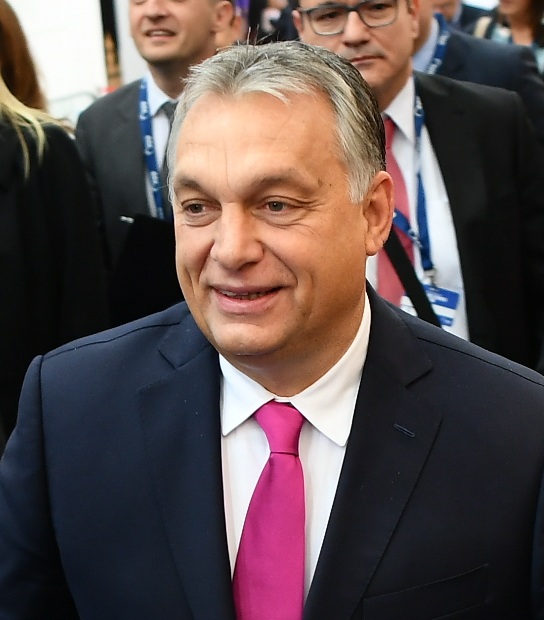
Viktor Orbán (Ungarn)

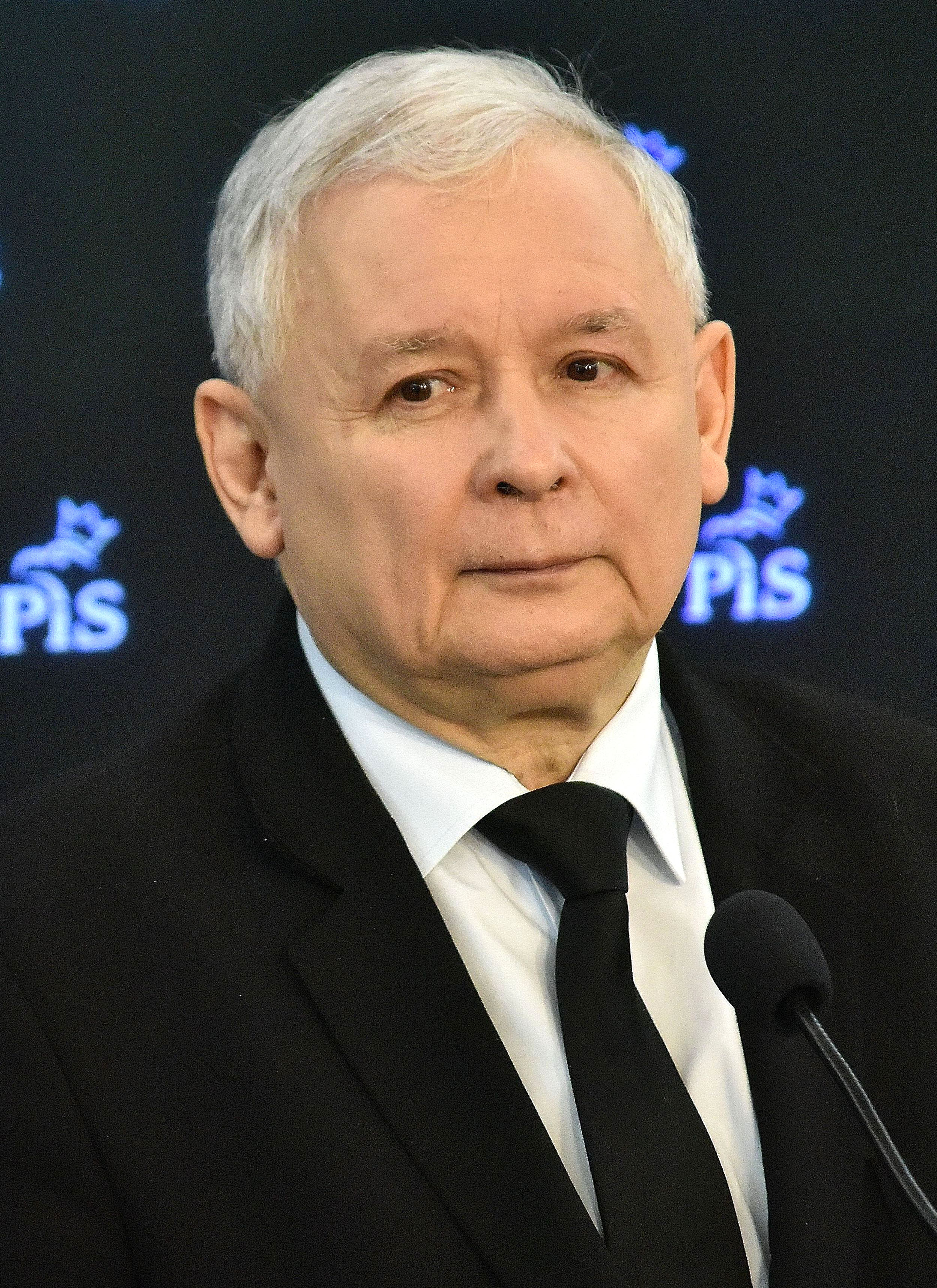
Jarosław Kaczyński (Polen)

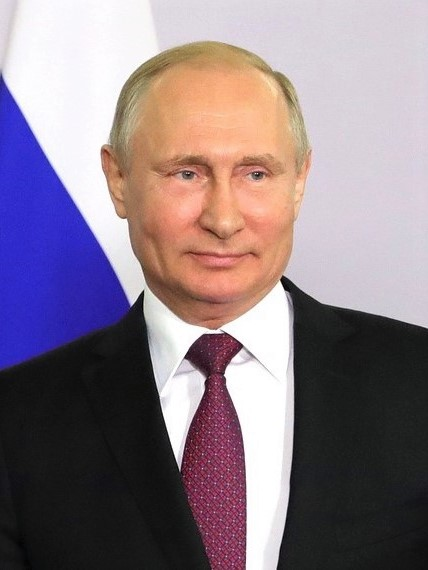
Wladimir Putin (Russland)

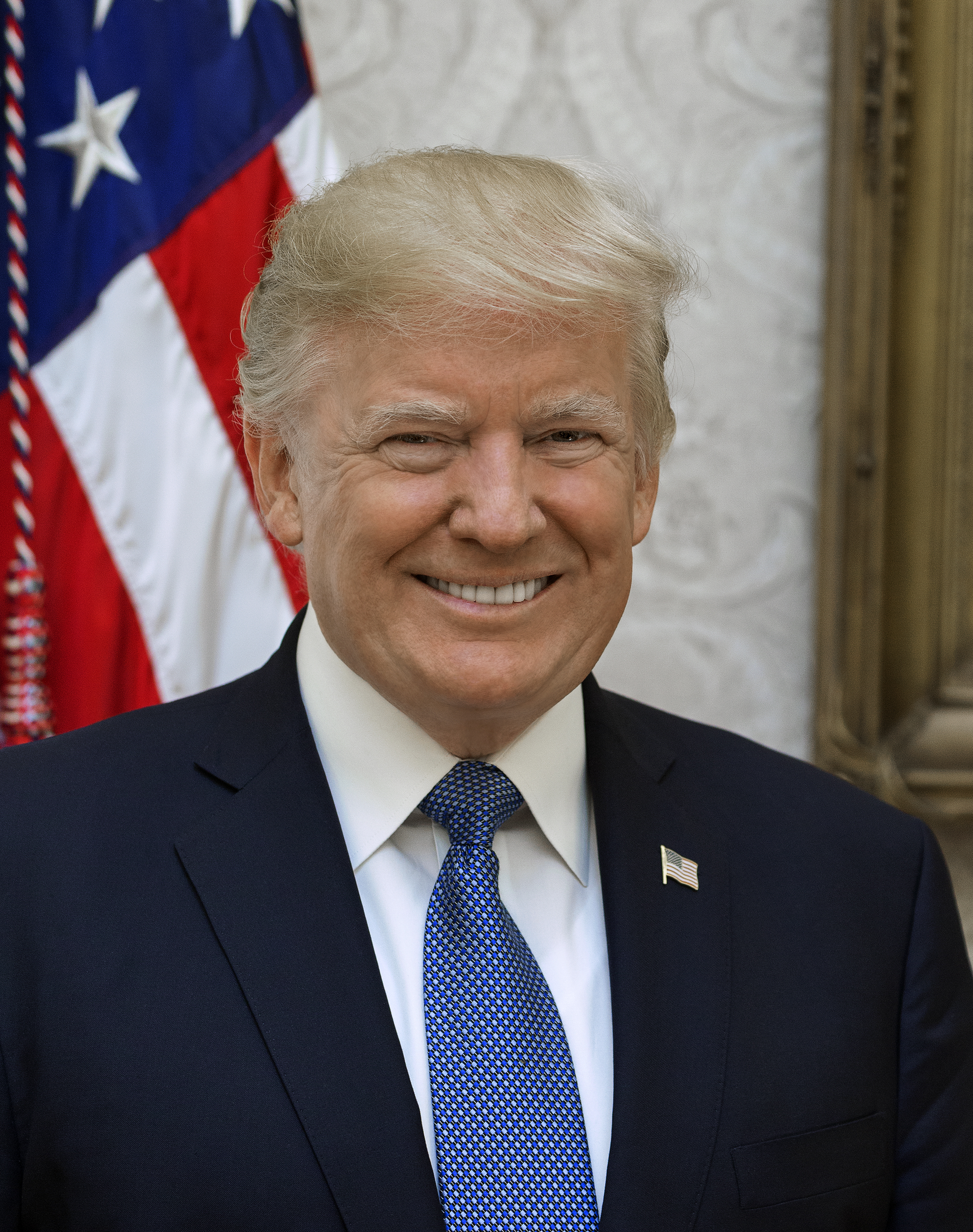
Donald Trump (USA)

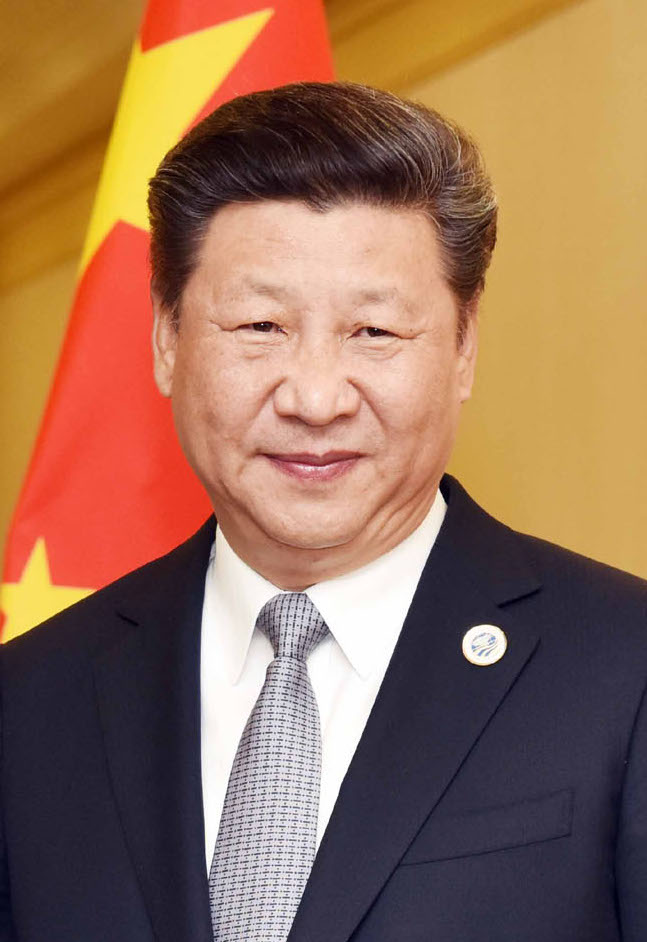
Xi Jinping (China)

Der Buchtitel der deutschsprachigen Ausgabe ist auf dem Schutzumschlag mit den Namen von fünf Politikern unterlegt: Viktor Orbán, Jarosław Kaczyński, Wladimir Putin, Xi Jinping und Donald Trump. Sie sind die Protagonisten der im Buch beschriebenen Entwicklungen. Diese Entwicklungen werden von den Autoren im einleitenden Kapitel als ein „dreißigjähriges Zeitalter der Nachahmung“ bezeichnet, das 1989 mit Mauerfall und Auflösung des Ostblocks begonnen habe und inzwischen als Zwischenspiel zu betrachten sei, denn der Traum von einer grenzenlosen Welt sei inzwischen durch globales „Mauerbau-Fieber“ ersetzt worden. Der Titel Das Licht, das erlosch bezieht sich einerseits auf Demokratie und Liberalismus als „Leuchtfeuer“, andererseits auf den Roman Rudyard Kiplings „The Light that Failed“ aus dem Jahr 1890. Diesen Roman hatte Kipling in zwei Versionen vorgelegt, die kürzere hatte ein glückliches Ende, die längere, ursprüngliche und später als Standardausgabe bezeichnete, ein unglückliches. Sinngemäß glauben Krastev und Holmes, „dass das Ende des Nachahmungszeitalters Tragödie oder Hoffnung bedeuten wird, je nachdem, wie die Liberalen mit ihren Erfahrungen aus der Zeit nach dem Kalten Krieg umgehen.“

### „Vom Geist der Nachahmung“
Im Kapitel „Vom Geist der Nachahmung“ werden die Abläufe im östlichen Mitteleuropa, besonders in Ungarn und in Polen beleuchtet. Diese Staaten seien der EU beigetreten und man habe geglaubt, sich anpassen zu müssen. Also hätten sie den Liberalismus genauso nachgeahmt wie vorher gezwungenermaßen den Sowjetkommunismus. Dieses Nachahmen, so die Deutung von Krastev und Holmes, sei erniedrigend gewesen. Es habe zur Folge, dass man demjenigen, den man bewundert, ähnlich wird – und sich selbst unähnlich. Dieses kollektive Empfinden von Entfremdung und Demütigung lieferte aus Sicht der Autoren den idealen Nährboden für den intoleranten Kommunitarismus mitteleuropäischer Populisten, deren Wortführer Orbán und Kaczyński seien. Der nach dem Mauerfall einsetzende Entvölkerungsprozess in Mittel- und Osteuropa habe es populistischen Gegeneliten erleichtert, den Liberalismus der offenen Grenzen und den Universalismus der Menschenrechte als etwas darzustellen, was dem nationalen Erbe und den Traditionen ihrer Länder schade.

### „Nachahmung als Vergeltung“
Im Kapitel „Nachahmung als Vergeltung“ geht es um Russlands Verbitterung wegen des Verlustes des Supermacht-Status der Sowjetunion. In Russland, so schreiben Krastev und Holmes, habe man zwanzig Jahre lang vorgetäuscht, eine Demokratie zu sein. Mit der Besetzung der Krim habe Putin dann offen auf Konfrontation gesetzt. Zudem habe er sich in den US-Wahlkampf 2016 eingemischt, nicht um einen kreml-freundlichen Kandidaten zu fördern, sondern einzig, um die russische Macht zu demonstrieren. Inzwischen bestehe das Hauptziel der russischen Außenpolitik darin, den angeblichen Universalismus des Westens als Deckmantel zu entlarven, unter dem eindeutige geopolitische Interessen zum Vorschein kommen. Dabei mache der Westen es ihr leicht, denn der habe wiederholt seine eigenen Ideale mit Füßen getreten. „Statt so zu tun, als imitierten sie Amerikas innenpolitisches System, imitieren Putin und sein Gefolge lieber die Art, wie sich Amerika rechtswidrig in die Innenpolitik anderer Länder einmischt.“

### „Nachahmung als Enteignung“
Mit dem Kapitel „Nachahmung als Enteignung“ widmen sich die Autoren der Entwicklung in den Vereinigten Staaten, wobei sie Donald Trump als „willigen Komplizen“ Orbáns, Kaczyński und Putins bei der Zerstörung der liberalen Weltordnung bezeichnen. Er habe eine breite Unterstützung dafür gewonnen, dass es zum Nachteil für die USA geworden sei, nachgeahmt zu werden. Die Nachahmer könnten das Vorbild ersetzen. Das erzeuge Angst davor, ersetzt und enteignet zu werden. Darauf reagiere Trump, der Führer des Landes, das die liberale Weltordnung schuf, mit Maßnahmen zur Zerstörung dieser Weltordnung.

### „Das Ende einer Ära“
Im abschließenden Kapitel „Das Ende einer Ära“ beschäftigen sich die Autoren mit dem Aufstieg Chinas zum Konkurrenten der USA. Damit ende das Zeitalter der Nachahmung. China habe nicht nachgeahmt. Es habe (insbesondere technologisch) offen wie auch heimlich Anleihen beim Westen gemacht, aber darauf bestanden, dass es seine „chinesischen Hauptmerkmale“ behielt. Anders als die Mitteleuropäer, die sich zur liberalen Demokratie bekehren wollten, hätten die Chinesen ihre Gesellschaft nach 1989 entwickelt, „ohne ihre kulturelle Identität aufs Spiel zu setzen, und deshalb auch, ohne sich jemals wie kulturelle Schwindler und Betrüger zu fühlen.“ Umgekehrt zeigten sie keine weltanschaulich-missionarischen Ambitionen. Sie forderten Einfluss und Respekt, ohne gleich die ganze Welt zu ihren Ideen bekehren zu wollen.

## Kritik
Laut Michael Kuhlmanns Rezension bei Deutschlandfunk Kultur erklärt das Buch, „wie katastrophal sich die verfehlte Politik eines Westens ausgewirkt hat, der seine Spielart des Liberalismus für unübertrefflich und menschheitsbeglückend hielt. Eines dogmatischen Liberalismus, der zwar gegen wirtschaftliche Monopole kämpft, der aber sein eigenes geistiges Monopol verteidigt.“
Der Politikwissenschaftler Philip Manow bezeichnet das Buch in der Frankfurter Allgemeinen Zeitung als „Art geopolitischer Musterdeutung“, der keine eigene Forschung zugrunde liegt. Das von den Autoren entworfene Konzept der Nachahmung des Westens durch die osteuropäischen Länder nach 1989 besteche zwar durch Mut und Flexibilität, es fehle jedoch Konsistenz und argumentative Gründlichkeit. Bei der Beschreibung der Situation in den USA verlasse das Argument endgültig die seriöse Zone. „Denn wenn sowohl nachahmen als auch nachgeahmt werden die Krise der liberalen Ordnung erklären sollen, kann das Konzept in dieser Hinsicht offenkundig gar nichts erklären.“
Jens Bisky schreibt in der Süddeutschen Zeitung, die Skizze des Nachahmungszeitalters wirke suggestiv, über Klippen der Argumentation hülfen Aphorismen und geistreiche Formulierungen hinweg. Und er fragt nach den Rechtspopulisten des Westens, wie Marine Le Pen, Christoph Blocher, Pim Fortuyn, die im Buch nicht vorkommen. „Solche Ausblendungen sind Taschenspielertricks für das westliche Publikum.“

## Auszeichnung
- 2020: Lionel Gelber Prize[15]

## Ausgaben
- Ivan Krastev und Stephen Holmes: The Light that Failed. A Reckoning. Allen Lane, Penguin, London 2019, ISBN 978-0-241-34570-2.
  - Deutsche Ausgabe: Das Licht, das erlosch. Eine Abrechnung. Aus dem Englischen übersetzt von Karin Schuler. Ullstein, Berlin 2019, ISBN 3-550-05069-0.

## Aufsatz auf Basis des Buches
- Stephen Holmes und Ivan Krastev: Die Entzauberung des Westens. Vom »Ende der Geschichte« zum Unbehagen an der Nachahmung. In: Blätter für deutsche und internationale Politik, 12/2019, S. 47–58.

## Deutschsprachige Rezensionen (Auswahl)
- Michael Kuhlmann, Buchbesprechung „Das Licht, das erlosch. Eine Abrechnung“ Populismus und illiberale Bestrebungen weltweit – für Stephen Holmes und Ivan Krastev eine Reaktion auf die behauptete Alternativlosigkeit des westlichen Liberalismus nach 1989. In: Deutschlandfunk Kultur, 11. November 2019.
- Adam Soboczynski: Die Rache der Problembürger. Ivan Krastev und Stephen Holmes zeigen, warum sich die Osteuropäer als konservative Avantgarde sehen, die das wahre Europa verkörpert. In: Die Zeit, Nr. 47/2019, 14. November 2019.
- Mark Siemons: Der Sieg, der keiner war. Wie der liberale Westen zum Opfer seines Triumphs wurde: Ivan Krastev und Stephen Holmes deuten in ihrem neuen Buch die Ära seit 1989 als eine Zeit, in der die besten Absichten die schlimmsten Folgen hervorbrachten (Online mit Bezahlschranke). In: Frankfurter Allgemeine Zeitung, 23. November 2019.
- Jens Bisky: Die Abkehr vom Vorbild. Auch in der Abenddämmerung dreht sich alles um den Westen - Ivan Krastev und Stephen Holmes rechnen mit liberalen Gewissheiten ab. In: Süddeutsche Zeitung, 1. Dezember 2019.
- Philip Manow: Nachahmen und nachgeahmt werden. Warum kriselt der Liberalismus? Ivan Krastev und Stephen Holmes erklären die Weltlage mit arg grobem Pinselstrich. In: Frankfurter Allgemeine Zeitung, 6. Dezember 2019.
- Werner van Bebber: Wenn die eigenen Leute gehen. Ivan Krastev und Stephen Holmes erklären, warum sich der Liberalismus nach 1990 eben nicht durchsetzte. In: Der Tagesspiegel, 10. Dezember 2019.
- Matthias Arning: Der Westen als Idol des Ostens: Das ist längst verpufft. Ivan Krastev und Stephen Holmes analysieren das 30-jährige Zeitalter der Nachahmung westlicher Muster und Werte in Osteuropa. In: Frankfurter Rundschau, 14. Dezember 2019.